# 日本テレビ系列金曜夕方6時枠のアニメ
日本テレビ系列金曜夕方6時枠のアニメ（にほんてれびけいれつきんようゆうがた6じわくのアニメ）は、かつて日本テレビで毎週金曜日の18:00 - 18:30（JST）に放送されていたテレビアニメの作品一覧である。

## 概要
1970年代までのこの時間は、月曜 - 金曜の帯で過去に日本テレビで放送されたアニメ、特撮番組の再放送枠であったが、1979年10月より海外ドラマ『がんばれ!ベアーズ』放送のため独立、そして1980年4月によみうりテレビ･東京ムービー制作の『ムーの白鯨』から新作アニメの枠となった。
その後は日本テレビの自社制作のアニメ枠となったが、『六神合体ゴッドマーズ』放送期間中の1982年より報道番組の『6時です!4チャンネル』放送のためアニメは1年間中断する。
『6時です!4チャンネル』終了後は再びアニメ･特撮の再放送枠になるも、3ヶ月後の1983年7月1日よりスタジオぴえろ制作の女児向けアニメ『ぴえろ魔法少女シリーズ』を放送。3年2ヶ月間で計4作放送したところで再び報道番組『NNNライブオンネットワーク』放送のため当枠のアニメ枠は事実上終了した。

## 作品リスト
| 作品名                       | 放送期間                      | 話数 | 原作     | 製作会社         | 声の出演                                                                               | 備考 |
| ---------------------------- | ----------------------------- | ---- | -------- | ---------------- | -------------------------------------------------------------------------------------- | --- |
| ムーの白鯨                   | 1980年4月4日 - 9月26日        | 26   | （なし） | 東京ムービー新社 | 武岡淳一、井上和彦、千々松幸子、鈴置洋孝、つかせのりこ、杉田俊也、吉田理保子、伊武雅之 | 本作のみよみうりテレビ制作。 関東地区では土曜18時枠で『全日本プロレス中継』が編成されており、1日先行しての放送。 |
| 太陽の使者 鉄人28号          | 1980年10月3日 - 1981年9月25日 | 51   | 横山光輝 | 東京ムービー新社 | 山田栄子、金内吉男、富田耕生、滝沢久美子、谷育子、小林修、内海賢二                     | ここから日本テレビ制作                                                                                           |
| 六神合体ゴッドマーズ         | 1981年10月2日 - 1982年4月2日  | 26   | 横山光輝 | 東京ムービー新社 | 水島裕、石丸博也、鈴置洋孝、川浪葉子、塩屋翼、納谷悟朗、三ツ矢雄二、鵜飼るみ子         | 27話以降は金曜17:30枠で放送                                                                                      |
| （アニメ中断）               |                               |      |          |                  |                                                                                        | |
| 魔法の天使クリィミーマミ     | 1983年7月1日 - 1984年6月29日  | 51   | （なし） | スタジオぴえろ   | 太田貴子、肝付兼太、三田ゆう子、水島裕、安西正弘                                       | ここから『ぴえろ魔法少女シリーズ』                                                                               |
| 魔法の妖精ペルシャ           | 1984年7月6日 - 1985年5月31日  | 48   | 青沼貴子 | スタジオぴえろ   | 冨永みーな、難波圭一、水島裕、島津冴子、郷里大輔                                       | |
| 魔法のスターマジカルエミ     | 1985年6月7日 - 1986年2月28日  | 38   | （なし） | スタジオぴえろ   | 小幡洋子、龍田直樹、水島裕、伊倉一恵、峰あつ子                                         | |
| 魔法のアイドルパステルユーミ | 1986年3月7日 - 8月29日        | 25   | （なし） | スタジオぴえろ   | 志賀真理子、冨永みーな、渕崎ゆり子、水島裕                                             | ここまで『ぴえろ魔法少女シリーズ』                                                                               |

## 備考
当枠はローカルセールス枠のため、NNN系列であっても当該時間はローカルニュース、他系列局番組の遅れネットなどを編成していたため、遅れネットや未放送、系列外局に放映権譲渡をした地域もあった。